# アジア救急医学会
アジア救急医学会（あじあきゅうきゅういがくかい、Asian Society for Emergency Medicine、略称：ASEM）は、アジア各国の救急医により組織された学術団体。

## 概要
アジア各国からの代表者により、1995年の第二回南東アジア救急医療カンファレンス（2nd South East Asia Conference on Emergency Medical Care）においてアジア救急医学会として創設された。1998年に第一回の学術集会であるアジア救急医学カンファレンス（ 1st Asian Conference on Emergency Medicine、略称：ACEM）をシンガポールにて開催した。2011年2月の時点で、参加国は、香港、シンガポール、マレーシア、台湾、日本、韓国、バーレーン、タイ、インド（2007年1月加盟）である。また学会としては、香港救急医学会（Hong Kong Society of Emergency Medicine）、シンガポール救急医学会（Society for Emergency Medicine in Singapore）、台湾急診医学会（Taiwan Society of Emergency Medicine）、韓国救急医学会（Korean Society of Emergency Medicine）、マレーシア外傷救急医学会（Malaysian Society for Traumatology and Emergency Medicine (MASTEM)）、日本臨床救急医学会（JSEM: Japanese Society for Emergency Medicine）、タイ救急医学会（Thai Association of Emergency Medicine (TAEM)）、バーレーン救急医協会（Bahrain Emergentologist Association）、インド救急医学会（Society for Emergency Medicine India (SEMI)）が加盟していた。2011年より日本臨床救急医学会と日本救急医学会（JAAM: Japanese Association of Acute Medicine）の合意により日本を代表して日本救急医学会(JAAM)が加盟している。

## 学術集会の開催
ACEMとして、第1回は1998年10月23日にシンガポール、第2回は2001年3月22日-25日に台北（台湾）、第3回は2001年10月1日ー10日に香港、第4回は2007年3月23日-25日にクアラルンプール（マレーシア、第5回は2009年5月16日-19日に釜山（韓国）、第6回は2011年7月4日-6日にバンコク（タイ）で開催された。次回、第7回は2013年秋に第41回日本救急医学会総会・学術集会とオーバーラップして日本で開催予定である。次々回、第8回は2015年に台北（台湾）で開催される予定である。